# Chieko Sugawara
Chieko Sugawara –en japonés, 菅原智恵子, Sugawara Chieko– (Kesennuma, 15 de agosto de 1976) es una deportista japonesa que compitió en esgrima, especialista en la modalidad de florete.
Ganó una medalla de bronce en el Campeonato Mundial de Esgrima de 2007, en la prueba por equipos. Participó en tres Juegos Olímpicos de Verano, entre los años 2004 y 2012, ocupando el séptimo lugar en Pekín 2008, en la prueba individual, y el séptimo en Londres 2012, tanto en la prueba individual como por equipos.

## Palmarés internacional
| Campeonato Mundial | Campeonato Mundial      | Campeonato Mundial | Campeonato Mundial  |
| Año                | Lugar                   | Medalla            | Prueba              |
| ------------------ | ----------------------- | ------------------ | ------------------- |
| 2007               | San Petersburgo (Rusia) | Medalla de bronce  | Florete por equipos |